# Alí (nombre)
Alí ( /ˈɑːli/ o  /ˈæli/; en árabe: علي‎, romanizado: ʿAlī) es un nombre propio unisex (generalmente masculino) de origen árabe. 
Alí se deriva de la raíz triconsonántica árabe ʕ-lw, que literalmente significa «alto», «elevado», «campeón», «rey de reyes», «emperador», y se usa tanto como nombre de pila como apellido. El uso tradicional islámico del nombre se remonta al líder Ali ibn Abi Tálib.
El apellido Alí es especialmente común en los países árabes y el resto del mundo musulmán.
Alí es el apellido más común en Catar, Baréin, Emiratos Árabes Unidos, Somalia, Kuwait y Libia. El apellido también se puede encontrar entre las comunidades musulmanas indias y paquistaníes, ya que a menudo se asocia con los descendientes de Alí en estas regiones.

## Personajes célebres

### Nombre
- Ali ibn Abi Tálib (600-661), primo y yerno del profeta Mahoma, que gobernó durante el imperio Rashidun de 656 a 661.
- Aizbu Ali ibn ar-Rigal (965-1038), astrólogo árabe de finales del siglo X y principios del XI.
- Alí Pasha (f. 1571), almirante de la flota otomana entre 1569 y 1571.
- Ali Pasha de Tepelen (1741-1822), gobernador otomano de Rumelia entre 1787 y 1822.
- Alí Primera (1942-1985), músico, cantante y compositor venezolano.
- Alí Agüero, cantante, músico y compositor venezolano.
- Alí Jamenei (1939-), religioso iraní, actual líder supremo de Irán.
- Ali MacGraw (1939-), modelo y actriz estadounidense.
- Alí el Químico (Ali Hassan al-Mayid, 1941-2010), general iraquí que ejerció diferentes puestos de relevancia durante el gobierno de su primo Sadam Huseín.
- Mehmet Ali Ağca (1958-), autor material de un atentado en contra de la vida del papa Juan Pablo II.
- Ali Daei (1969), futbolista iraní y seleccionador nacional de Irán.
- Ali (1971-), rapero estadounidense, miembro del grupo St. Lunatics ―junto con Nelly, Kyjuan, Murphy Lee y el encarcelado City Spud―.
- Ali Larter (1976-), modelo y actriz estadounidense.
- Ali Project (1988-), grupo musical japonés con una fuerte imagen Gothic Lolita.
- Ali Raps (1995-), rapero estadounidense.
- Ali (1984-), cantante surcoreana.

### Apellidos
- Sonni Alí (1464-1492), monarca africano que dio inicio a la imponente expansión del Imperio songhay.
- Rashied Ali (Robert Patterson, 1933-2009), músico estadounidense de free jazz
- Muhammad Ali (Cassius Clay, 1942-2016), boxeador estadounidense que fue tres veces campeón del mundo de los pesos pesados.
- Ayaan Hirsi Ali (1969-), feminista y política neerlandesa.
- Laila Ali (1977-), boxeadora profesional, hija del famoso boxeador Muhammad Ali.
- Tatyana Ali (1979), actriz y cantante estadounidense de rhythm & blues.